# Swingers (1996)
Swingers ist eine US-amerikanische Filmkomödie des Regisseurs Doug Liman aus dem Jahr 1996.

## Handlung
Der Schauspieler Mike, der sechs Monate zuvor von New York nach Los Angeles gezogen ist, kommt noch immer nicht über die Trennung von seiner Freundin hinweg, mit der er sechs Jahre zusammen war. Sein Freund Trent versucht, ihn auf andere Gedanken zu bringen, indem er ihn unter anderem zu einem Kurztrip nach Las Vegas überredet und ihn des Weiteren dazu drängt, neue Frauenbekanntschaften zu schließen.
Trent selbst gelingt es mühelos, dass wirklich fast jede attraktive Frau seinem Charme erliegt und ihm ihre Telefonnummer gibt. Ein weiterer guter Freund, der leicht reizbare Sue, der sich ebenfalls um Mike sorgt, ist fast ebenso erfolgreich bei den Frauen. Mike hingegen, der nach der langen Beziehung zu seiner Ex-Freundin etwas aus der Übung ist, versagt jedoch regelmäßig, so spricht er unter anderem einer attraktiven, jungen Frau, die ihm ihre Telefonnummer gegeben hatte, noch am selben Abend unzählige Nachrichten auf ihren Anrufbeantworter, bis sie ihm völlig genervt verbietet, sie je wieder anzurufen.
Diese und weitere ernüchternde Misserfolge beim Anbandeln lassen seine Niedergeschlagenheit und Sehnsucht nach seiner Ex-Freundin weiter ansteigen.
Rob, ein alter Freund aus New York, der noch ganz neu in der Stadt ist, kennt auch Mikes Ex-Freundin und hat ebenfalls eine langjährige Beziehung hinter sich und ist deswegen Mikes bevorzugter Gesprächspartner, wenn er wieder in seinen Trennungsschmerz verfällt. Rob stimmt Trent zu, dass neue Frauen kennenzulernen noch immer das beste Mittel gegen den Trennungsschmerz sei und Mike es endlich schätzen lernen solle, in dieser Stadt voller hübscher Frauen zu leben, in der immer die Sonne scheint.
Auch Trent und Sue geben nicht auf und schleppen ihn regelmäßig mit durch die Bars, Clubs und Partys der Stadt. Nach einiger Zeit lernt Mike die ebenfalls vor kurzem zugezogene, hübsche Lorraine kennen. Beide verstehen sich auf Anhieb prächtig, so sehr, dass Mike bei einem späteren Anruf von ihr sogar seine Ex-Freundin kurz angebunden aus der Leitung wirft, um mit Lorraine zu sprechen, obwohl er vorher monatelang sehnsüchtig auf einen Anruf seiner Ex gehofft hatte.
Der Film endet mit einer Szene in einem Diner, in dem der bisher bei Frauen überaus erfolgreiche Trent sich bei einer Anmache blamiert, worauf der nun endlich entspannte und zufriedene Mike lächeln muss.

## Hintergrund
Der Schauspieler Jon Favreau schrieb das Drehbuch dieses Films und übernahm mit seinem Kumpel Vince Vaughn die Hauptrollen. Der Low-Budget-Film ($ 250.000) avancierte zum Überraschungshit und ebnete den beiden Schauspielern und deren Regisseur Doug Liman ihren Karriereweg in Hollywood.
Der Titel „Swingers“ bezieht sich auf den Partnerwechsel, jedoch im Sinne von Partnersuche und nicht auf das, was als Swinger bekannt ist. Ein Großteil der Musik im Film ist Swing, unter anderem von Big Bad Voodoo Daddy die auch gegen Ende im Film zu sehen sind.

## Kritiken
„Ein semi-dokumentarisch gefilmter und autobiografisch gefärbter Low-Budget-Film, der dank dem sympathischen Hauptdarsteller auf charmante Art unterhält und neben seinem Blick auf amerikanische Lebensgewohnheiten vor allem von seinen Film-Zitaten und (im Original) umgangssprachlichen Redewendungen lebt.“

## Auszeichnungen
- 1997 nominiert für Europäischen Filmpreis als bester nicht europäischer Film
- 1997 MTV Movie Awards Bester Newcomer Regie: Doug Liman